# Lago Fonck
El lago Fonck es un lago de origen glaciar ubicado en la provincia de Río Negro, Argentina, en el departamento Bariloche, así mismo está ubicado dentro del parque nacional Nahuel Huapi. Su nombre honra la memoria de Francisco Fonck, un explorador chileno de origen alemán, que visitara esta región a fines del siglo XIX.
Tiene una superficie aproximada de 482 hectáreas, no tiene población permanente en sus orillas y, por encontrarse dentro de un parque nacional, se requiere autorización especial para llegar a su extremo oeste, ya que este sector pertenece a una zona de reserva estricta, vedada al ingreso del público. Ocupa un valle rodeado de los cerros Volcánico, Fonck y Hess, y desde el mismo se puede ver el imponente Monte Tronador, ubicado a unos 15 km del lago.
Pertenece a la cuenca del río Manso, que desemboca en el Océano Pacífico. Sus aguas desembocan en el vecino lago Hess, y éste desagua por el Manso.
En sus orillas existe un camping en crecimiento: "Camping Fonck" el camino de acceso desde el Lago Hess, de unos 6 km de largo, fue enrripiado y reparado en 2021 permitiendo el acceso a todo tipo de vehículos. Este lago, que se encuentra a unos 60 km de San Carlos de Bariloche, es visitado por pescadores de truchas y montañistas.
Sin dudas que es el paraíso de la pesca con mosca en la zona. Presenta una extraordinaria estructura para albergar una importante población de truchas arco iris, marrones y fontinalis de 35 a 60 centímetros. Su línea de costa posee una gran variedad de obstáculos y accidentes como troncos, flats, juncales, árboles sumergidos, grandes paredones, profundos veriles y algunos arroyos tributarios.
La pesca se realiza en su totalidad desde una embarcación a motor. Al comienzo de la temporada se utilizan líneas de hundimiento y pequeños streamers pescando los veriles. Más avanzado el verano, se pesca con líneas de flote y grandes moscas secas. 
Está rodeado de bosque andino patagónico, con densas poblaciones de coihues y otras fagáceas, más abiertos hacia el este y más densos hacia el oeste. Hacia el fondo del lago, aparecen poblaciones arbóreas más densas y variadas, clasificadas generalmente como ”selva valdiviana”.